# Кокарс Імантс
Імантс Кокарс (латис. Imants Kokars, *16 серпня 1921, Гулбене - †24 серпня 2011, Рига) — латвійський хоровий диригент. 

## Життєпис
Народився у місті Гулбене. Закінчив Ризький педагогічний інститут у 1957 році. З 1955 по 1990 роки керував хором «Дзіедоніс». В 1969 році організував Ризький камерний хор «Ave Sol». Починаючи з 1965 року є незмінним учасником і головним диригентом зведеного хору на співочих святах в Латвії. Професор і ректор Латвійської державної консерваторії ім. Я. Вітола (в 1977—1991 рр.).
1969 року Імантс Кокарс знявся у фільмі «Хлопчаки острова Лівов» (режисери Ерік Лацис та Яніс Стрейч). 
Народний артист СРСР (1986), лауреат Державної премії СРСР (1979). Керівник і засновник хору Ave Sol.

## Звання та нагороди
- Народний артист Латвійської РСР (1975)[8]
- Державна премія Латвійської РСР (1974)[7]
- Державна премія СРСР (1979)
- Народний артист СРСР (1986)
- Орден Трьох зірок[4]